# Горки (Брестская область)
Горки (бел. Горкі) — деревня в Жабинковском районе Брестской области Беларуси. Входит в состав Степанковского сельсовета.

## География
Деревня находится в западной части Брестской области, при автодороге Н-26310, на расстоянии приблизительно 6 километров (по прямой) к северо-западу от города Жабинка, административного центра района. Абсолютная высота — 144 метра над уровнем моря. Площадь населённого пункта — 0,0685 км².

## История
По состоянию на 1905 год, в Горках проживало 11 человек. В административном отношении хутор входил в состав Сехновичской волости Кобринского уезда Гродненской губернии.
Согласно Рижскому мирному договору (1921), хутор вошёл в состав межвоенной Польши, входила в состав гмины Сехновиче Кобринского повета Полесского воеводства. В 1921 году числилось 16 жителей, проживавших в 3 домах. В этническом составе населения того периода поляки составляли 100 %. В конфессиональном составе населения православные составляли 100 %.
С 1939 года в БССР, с 1940 года в составе Степанковского сельсовета. В 1948—1950 годах был организован совхоз, который в 1959 году объединился с другими совхозами в один под общим названием «Искра».

## Население
По данным переписи 2019 года, в деревне проживало 18 человек.
| Год  | Население, человек |
| ---- | ------------------ |
| 1897 | 14                 |
| 1905 | ↘ 11               |
| 1921 | ↗ 16               |
| 1959 | ↗ 31               |
| 1970 | ↘ 21               |
| 2005 | ↘ 7                |
| 2009 | ↗ 9                |
| 2019 | ↗ 18               |